# Administrativní dělení Moldavska

Administrativní dělení Moldavska

Administrativní dělení Moldavska se podle moldavského zákona o územně správním uspořádání dělí na následující územně správní jednotky: okresy/rajóny (rumunsky raioane), města (rumunsky orașe) a vesnice (rumunsky sate). Administrativně územní uspořádání Moldavska je tvořeno dvěma úrovněmi:
1. První úroveň tvoří vesnice (obce), sektory a města (municipality),

spolu s municipalitou Kišiněv, municipalitou Bălți a municipalitou Tighina.
Dvě nebo více vesnic mohou společně tvořit obec (rumunsky comună).
V současné době je Moldavsko rozděleno do následujících prvostupňových jednotek, které zahrnují 32 okresů a 3 municipality, seskupené do tří regionů:
|  | Severní region 1. Bălțská municipalita 2. Briceni 3. Dondușeni 4. Drochia 5. Edineț 6. Fălești 7. Florești 8. Glodeni 9. Ocnița 10. Rîșcani 11. Sîngerei 12. Soroca | Střední region 1. Kišiněvská municipalita 2. Anenii Noi 3. Călărași 4. Criuleni 5. Dubăsari 6. Hîncești 7. Ialoveni 8. Nisporeni 9. Orhei 10. Rezina 11. Șoldănești 12. Strășeni 13. Tighinská municipalita 14. Telenești 15. Ungheni | Jižní region 1. Basarabeasca 2. Cahul 3. Cantemir 4. Căușeni 5. Cimișlia 6. Leova 7. Ștefan Vodă 8. Taraclia |

dvě autonomní územní jednotky:
1. Gagauzsko (oficiálně Autonomní územní jednotka Gagauzie, leží v jižním regionu Moldavska).
2. Levý břeh Dněstru/Podněstří (oficiálně Administrativně-teritoriální jednotky na levém břehu Dněstru (Podněstří)).

Kromě Kišiněva, Bălți, Tighiny, Comratu a Tiraspolu se 13. dubna 2017 stalo municipalitou dalších osm měst: Cahul, Ceadîr-Lunga, Edineț, Hîncești, Orhei, Soroca, Strășeni a Ungheni.

## Obce

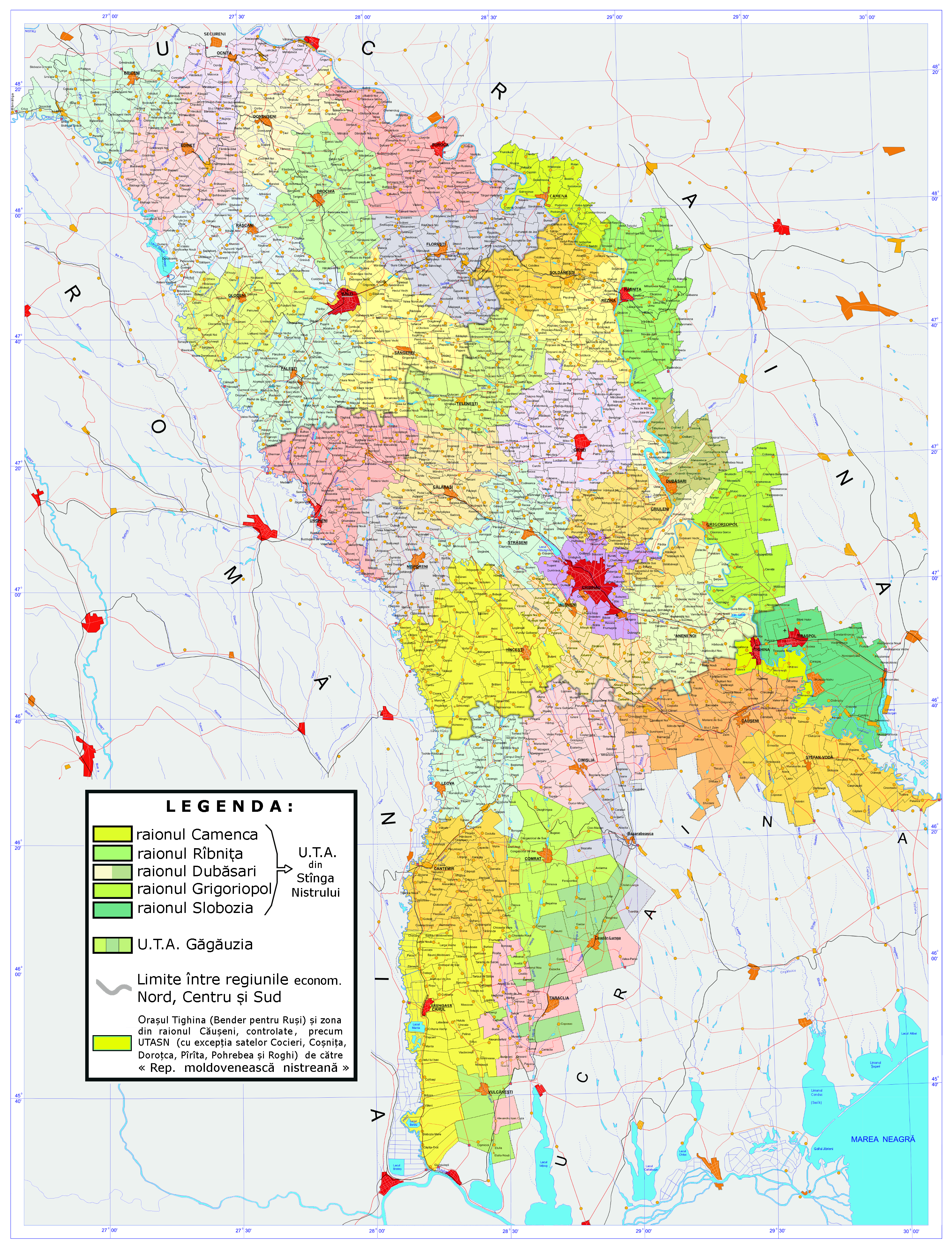
Detailní mapa moldavského administrativního členění

Moldavsko má celkem 1 682 obcí; z nich 982 je statutárních (de iure s 982 starosty a 982 místními radami), včetně 53 měst, dalších 13 měst se statutem municipality (viz municipiu) a 916 venkovských obcí. Pokrývají celé území země. Řada vesnic je samosprávná, zatímco dalších 700 vesnic je příliš malých na to, aby měly samostatnou správu, a jsou součástí buď měst/městeček/municipalit (41 z nich), nebo obcí (659). Jen málo lokalit je obydlených.

## Současné jednotky
Ve správně-územní struktuře Moldavska je 898 správních územních jednotek prvního stupně (města, sektory a vesnice/obce).
Status Kišiněva, Bălți a Tighiny jako municipalit a územních jednotek prvního stupně v zemi umožňuje, aby jejich příměstské vesnice, pokud jsou dostatečně velké, měly vlastního starostu a místní radu. Naproti tomu vesnice, které jsou administrativně součástí (některých) jiných měst, si samosprávu nezachovávají.

### Okresy/Rajóny
| Okres        | Sídlo        | Prezident            | Rozloha (km²) | Počet obyvatel (2014) | Hustota zalidnění (2014) | Počet obcí a vesnic |
| ------------ | ------------ | -------------------- | ------------- | --------------------- | ------------------------ | ------------------- |
| Anenii Noi   | Anenii Noi   | Vladimir Vâzdoagă    | 892           | 78 996                | 88,6                     | 45                  |
| Basarabeasca | Basarabeasca | Ilie Cernăuțan       | 295           | 23 012                | 78,0                     | 10                  |
| Briceni      | Briceni      | Efimia Bendulac      | 814           | 70 029                | 86,0                     | 39                  |
| Cahul        | Cahul        | Avram Micinschi      | 1 546         | 105 324               | 68,1                     | 56                  |
| Cantemir     | Cantemir     | Ion Balan            | 870           | 52 115                | 59,9                     | 51                  |
| Călărași     | Călărași     | Ilie Rău             | 753           | 64 401                | 85,5                     | 54                  |
| Căușeni      | Căușeni      | Ilie Gluh            | 1 163         | 81 185                | 69,8                     | 48                  |
| Cimișlia     | Cimișlia     | Ion Veveriță         | 923           | 49 299                | 53,4                     | 39                  |
| Criuleni     | Criuleni     | Vitalie Rotaru       | 688           | 70 648                | 102,7                    | 43                  |
| Dondușeni    | Dondușeni    | Anastasie Pavlov     | 645           | 37 856                | 58,7                     | 30                  |
| Drochia      | Drochia      | Andrei Marian        | 1 000         | 74 443                | 74,4                     | 40                  |
| Dubăsari     | Dubăsari     | Grigore Policinschi  | 309           | 29 271                | 94,7                     | 15                  |
| Edineț       | Edineț       | Oleg Scutaru         | 933           | 71 849                | 77,0                     | 49                  |
| Fălești      | Fălești      | Valeriu Muduc        | 1 073         | 78 258                | 86,3                     | 76                  |
| Florești     | Florești     | Ștefan Paniș         | 1 108         | 76 457                | 69,0                     | 74                  |
| Glodeni      | Glodeni      | Valeriu Țarigradschi | 754           | 51 306                | 68,0                     | 35                  |
| Hîncești     | Hîncești     | Grigore Cobzac       | 1 484         | 103 784               | 69,9                     | 63                  |
| Ialoveni     | Ialoveni     | Nicolae Andronache   | 783           | 93 154                | 119,0                    | 34                  |
| Leova        | Leova        | Efrosinia Grețu      | 775           | 44 702                | 57,7                     | 39                  |
| Nisporeni    | Nisporeni    | Vasile Bîtcă         | 630           | 53 154                | 84,4                     | 39                  |
| Ocnița       | Ocnița       | Ion Tomai            | 597           | 47 425                | 79,4                     | 33                  |
| Orhei        | Orhei        | Ion Ștefârță         | 1 228         | 101 502               | 82,7                     | 75                  |
| Rezina       | Rezina       | Eleonora Graur       | 621           | 42 486                | 68,4                     | 41                  |
| Rîșcani      | Rîșcani      | Ion Parea            | 936           | 59 226                | 63,3                     | 55                  |
| Sîngerei     | Sîngerei     | Gheorghe Meaun       | 1 033         | 79 814                | 77,3                     | 70                  |
| Soroca       | Soroca       | Mircea Martîniuc     | 1 043         | 77 656                | 74,5                     | 68                  |
| Strășeni     | Strășeni     | Petru Voloșciuc      | 730           | 82 675                | 113,3                    | 39                  |
| Șoldănești   | Șoldănești   | Alexandru Relițchi   | 598           | 36 743                | 61.4                     | 33                  |
| Ștefan Vodă  | Ștefan Vodă  | Vasile Buzu          | 998           | 62 072                | 62,2                     | 26                  |
| Taraclia     | Taraclia     | Vasile Plagov        | 674           | 37 357                | 55,4                     | 26                  |
| Telenești    | Telenești    | Boris Burcă          | 849           | 61 144                | 72,0                     | 54                  |
| Ungheni      | Ungheni      | Iurie Toma           | 1 083         | 101 064               | 93,3                     | 74                  |

### Municipality (3):
| Municipalita | Sídlo   | Starosta        | Rozloha (km²) | Počet obyvatel (2014) | Hustota zalidnění (2014) | Počet obcí a vesnic |
| ------------ | ------- | --------------- | ------------- | --------------------- | ------------------------ | ------------------- |
| Kišiněvská   | Kišiněv | Dorin Chirtoacă | 563           | 662 836               | 1 177,3                  | 35                  |
| Bălțská      | Bălți   | Renato Usatîi   | 78            | 102 457               | 1 313,6                  | 3                   |
| Tighinská    | Tighina | nikdo           | 97            |                       |                          | 2                   |

### Autonomní územní jednotky(2)
| Autonomní jednotka          | Sídlo    | Představitel   | Rozloha (km²) | Počet obyvatel (2014) | Hustota zalidnění (2014) | Počet obcí a vesnic |
| --------------------------- | -------- | -------------- | ------------- | --------------------- | ------------------------ | ------------------- |
| Gagauzsko                   | Comrat   | Evghenia Guțul | 1 832         | 134 535               | 73,4                     | 35                  |
| Levý břeh Dněstru/Podněstří | Tiraspol | nikdo          | 4 163         |                       |                          | 147                 |

## Historický vývoj

### Kraje (1998-2003)

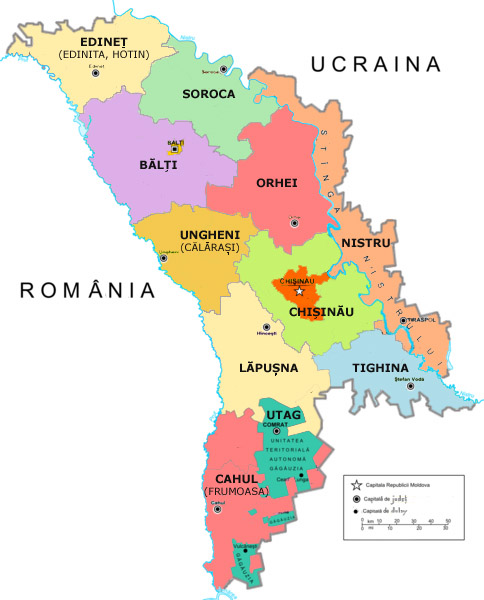
Bývalé kraje

Od roku 1998 do února 2003 bylo Moldavsko rozděleno na 12 územních celků, z toho 1 obec, 1 autonomní územní celek, 1 územní celek a 9 žup (rumunsky județe; sídla v závorce):
1. Kišiněvská municipalita
2. Bălțijský kraj (Bălți)
3. Cahulský kraj (Cahul)
4. Kišiněvský kraj (Kišiněv)
5. Edinețský kraj (Edineț)
6. Lăpușnaský kraj (Hîncești)
7. Orheiský kraj (Orhei)
8. Sorocský kraj (Soroca)
9. Tighinský kraj (Căușeni)
10. Unghenský kraj (Ungheni)
11. Gagauzsko, autonomní územní jednotka (Comrat)
12. Levý břeh Dněstru, územní jednotka (Tiraspol)

V říjnu 1999 byl z Cahulského kraje vyčleněn Taracliský kraj, který se shoduje se současným okresem Taraclia.

### Města a okresy (1991-1998)
V letech 1991-1998 bylo Moldavsko rozděleno na 10 měst a 40 okresů:
|  | Města - Bălți - Cahul - Kišiněv - Dubăsari - Orhei - Rîbnița - Soroca - Tighina - Tiraspol - Ungheni Okresy - Anenii Noi - Basarabeasca - Brinceni - Cahul - Camenca - Cantemir - Căinari - Călărași - Căușeni - Ceadîr-Lunga - Cimișlia - Comrat - Criuleni - Dondușeni | - Drochia - Dubăsari - Edineț - Fălești - Florești - Glodeni - Grigoriopol - Hîncești - Ialoveni - Leova - Nisporeni - Ocnița - Orhei - Rezina - Rîbnița - Rîșcani - Sîngerei - Slobozia - Soroca - Strășeni - Șoldănești - Ștefan Vodă - Taraclia - Telenești - Ungheni - Vulcănești |